# Santa Rosa (Lajas)
Santa Rosa es un barrio ubicado en el municipio de Lajas en el Estado Libre Asociado de Puerto Rico. En el Censo de 2010 tenía una población de 1603 habitantes y una densidad poblacional de 683,14 personas por km².

## Geografía
Santa Rosa se encuentra ubicado en las coordenadas 18°3′5″N 67°2′23″O / 18.05139, -67.03972. Según la Oficina del Censo de los Estados Unidos, Santa Rosa tiene una superficie total de 2.35 km², que corresponden a tierra firme.

## Demografía
Según el censo de 2010, había 1603 personas residiendo en Santa Rosa. La densidad de población era de 683,14 hab./km². De los 1603 habitantes, Santa Rosa estaba compuesto por el 76.54% blancos, el 4.49% eran afroamericanos, el 0.12% eran amerindios, el 17.34% eran de otras razas y el 1.5% pertenecían a dos o más razas. Del total de la población el 99.06% eran hispanos o latinos de cualquier raza.